# Eugalta pulchra
Eugalta pulchra är en stekelart som beskrevs av Baltazar 1955. Eugalta pulchra ingår i släktet Eugalta och familjen brokparasitsteklar. Inga underarter finns listade i Catalogue of Life.